# Nitrazin
Nitrazin (fenaftazin) je pH indikatorska boja.

## Nitrazinski test
U obliku dinatrijumske soli, on se koristi u trakama za pH testiranje u medicinskoj praksi. Test se koristi za određivanje vaginalnog pH tokom kasnog perioda trudnoće radi određivanja otvaranja amnionske kese. Dok je vaginalni pH normalno kiseo, pH iznad 7.0 može da služi kao indikacija cepanja amnionske kese. Međutim, povišeni pH isto tako može da bude posledica bakterijske vaginoze.
On se takođe koristi u građevinarstvu za određivanje raspodele karbonacije u betonskim strukturama i stoga za utvrđivanje stanja pasivacionog filma armature. On je  senzitivniji od lakmus papira. Nitrazin daje pH indikaciju u opsegu od 4.5 do 7.5.